# 香港華仁書院
香港華仁書院（英語：Wah Yan College Hong Kong），簡稱港華，是香港一所著名傳統男校，由聖若瑟書院校友兼英華書院及聖若瑟前教師徐仁壽於1919年12月16日創辦，成為香港首間由華人開辦的英文學校。校名中的「仁」字取其創辦人名字而來，現時位於香港灣仔皇后大道東281號，1932年起由天主教耶穌會接辦至今，為香港補助學校議會22所成員學校之一，故被坊間稱為香港教會主辦的22間「傳統名校」之一。

## 歷代校舍
| 校舍 | 年份     | 地址                     | 軼事 |
| 1    | 1919–21  | 荷李活道60號 卑利街54號A | 有關建築物至今依然整座完整保存，即公利真料竹蔗水位處的建築物，建築風格為戰前歐洲式建築，建築物被列入香港二級歷史建築，開學時有4位學生。1920年，另再租用卑利街54號A擴班，暑假改在摩囉廟街33號。徐仁壽更邀得聖若瑟舊同事林海瀾先生一同辦學，由於學校成績卓著，教育司批准華仁成為政府補助之華籍私人辦理之學校。 |
| 2    | 1921–55  | 羅便臣道2及8號           | 高主教書院現址，原是意大利傳教會（Italian Mission）的聖若瑟大廈（St. Joseph's Mansion），為古典復興歐洲式建築，平面呈凹字形，前後建有遊廊。 由於學生人數持續增加，校舍不敷應用，校方隨後於1924年於旺角砵蘭街增設九龍分校，1926年兩校約有1,200名學生和46名教師。 1932年，5位耶穌會愛爾蘭籍神父應邀任教，同年9月並以相鄰的羅便臣道8號前聖若瑟書院南座校舍作擴充（即樂信臺現址）。鑑於當時大多數學校都是由政府或教會營辦，且獲公帑資助，可提供較全面的教育，徐仁壽感到私人辦學很難實現教育最高理想，遂於同年12月22日將學校轉交耶穌會愛爾蘭籍神父接辦，繼而轉往北婆羅洲經營樹膠業，晚年於粉嶺崇謙堂村石廬定居。 1941年12月8日日軍侵略香港，學校停課，華仁書院地牢改為紅十字會站。1945年，第二次世界大戰結束後，學校於9月8日重開。由於戰後有大量學生入讀，1949年9月增設下午班，上午班上課時間為早上8時至下午1時，下午班由下午2時至7時15分。 |
| 3    | 1955至今 | 皇后大道東281號          | 1950年代初校方獲政府撥出灣仔巴里士山（Mount Parish）地皮及資助2百萬元興建一座屬歐洲現代主義風格的新校舍，工程於1954年展開，1955年9月完成，9月27日由時任港督葛量洪主持開幕典禮。 山丘以英國皇家海軍約翰·巴里士准將（John E. Parish）命名，山腳置有英國皇家海軍船錨圖案及「1905」字樣的界石，北面當時是皇家海軍醫院。 2018年7月，香港華仁書院收到教育局回信，該校轉直資申請因沒有足夠學生家長支持不獲接納。 |

## 傳統
香港華仁書院及九龍華仁書院的學生又稱為「華仁仔」（Wahyanites）。

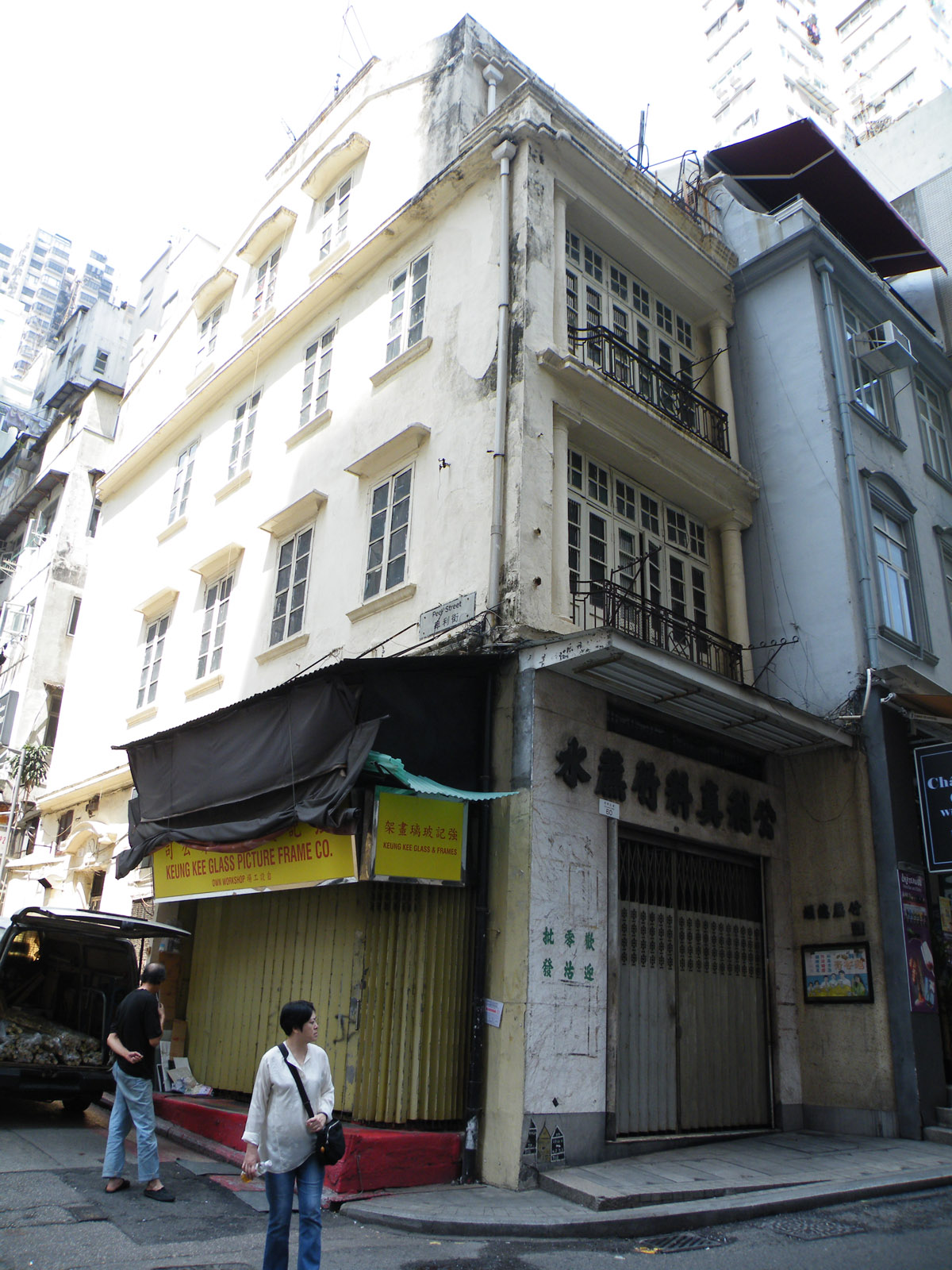
第一代校舍（1919年至1921年）：荷李活道60號3樓和4樓

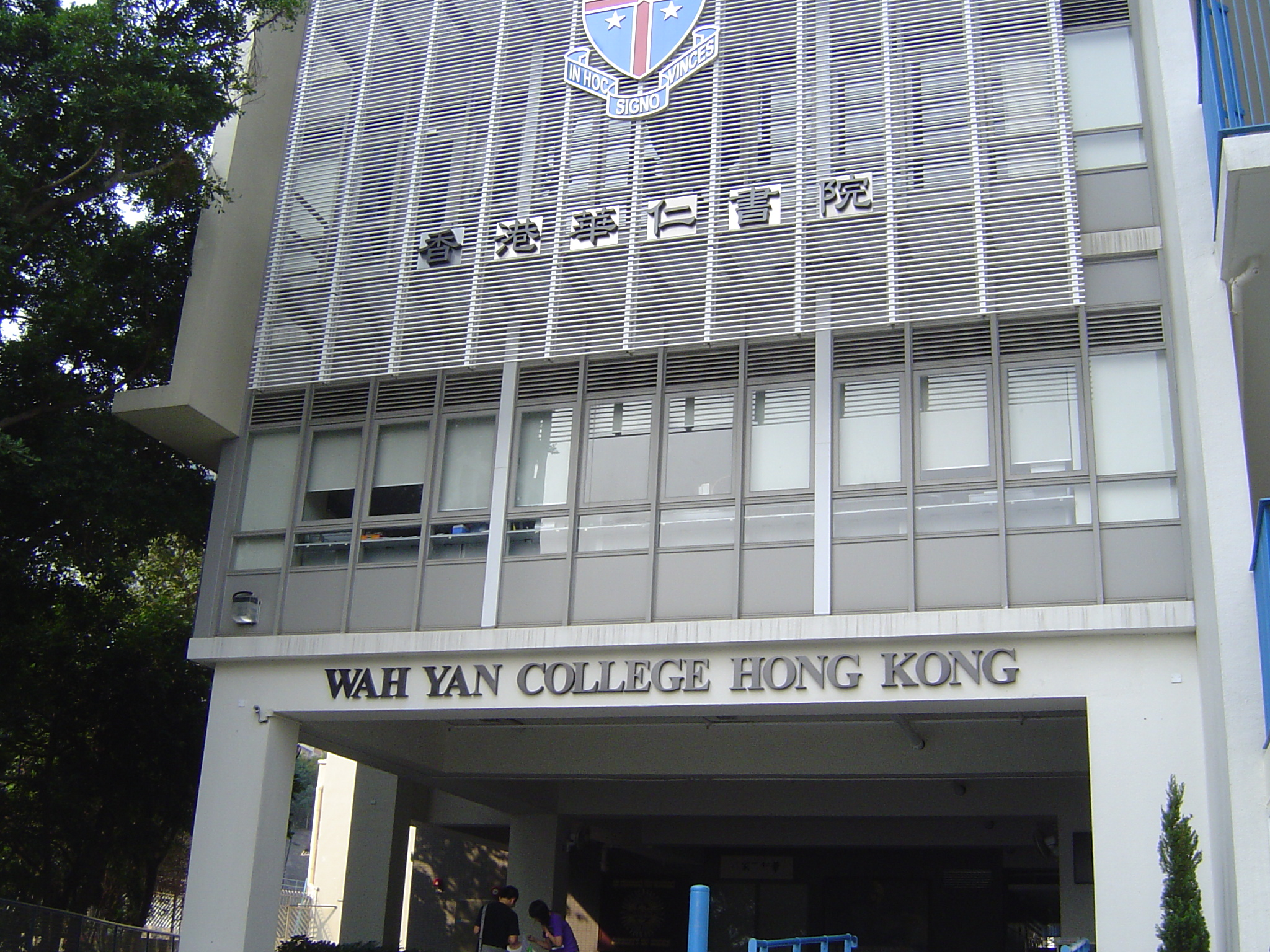
現今校舍（1955年至今）：灣仔皇后大道東 81號

## 歷任校長
仍在世的以粗體顯示
| 姓名                                                                       | 任期          |
| -------------------------------------------------------------------------- | ------------- |
| 1.徐仁壽                                                                   | 1919年-1926年 |
| 2. 林海瀾                                                                  | 1926年-1932年 |
| 3. 嘉利華神父（Fr Richard W. Gallagher, S.J.）                             | 1932年-1940年 |
| 4. 博育賢神父（Fr Edward Bourke, S.J.）                                    | 1940年-1948年 |
| 5. 康雅拔神父（Fr Albert Cooney, S.J.）                                    | 1948年-1951年 |
| 6. 盧純仁神父（Fr John Carroll, S.J.）                                     | 1951年-1956年 |
| 7. 巴烈德神父（Fr Cyril Barrett S.J.）                                     | 1956年-1962年 |
| 8. 霍理義神父（Fr Joseph Foley, S.J.）                                     | 1962年-1968年 |
| 9. 狄恆神父（Fr Alfred Deignan, S.J.）                                     | 1968年-1970年 |
| 10. 巴烈德神父（Fr Cyril Barrett, S.J.）                                   | 1970年-1982年 |
| 11. 黎烈德神父（Fr Derek Reid, S.J.）                                      | 1982年-1985年 |
| 12. 白敏慈神父（Fr Marciano Baptista, S.J.）                               | 1985年-1988年 |
| 13. 谷紀賢神父（Fr John C. Coghlan, S.J.）                                 | 1988年-1996年 |
| 14. 譚兆炳（耶穌會接辦後首位非神父華人校長，1974年9月起於港華任教）        | 1996年-2013年 |
| 15. 蘇英麟博士（1972年-1979年為學生，1982年-1988年及1994年-1995年為教師）  | 2013年-2019年 |
| 16. 陳偉倫博士（繼徐仁壽後第二位聖若瑟書院校友及首位非華仁前教師擔任校長） | 2019年-今     |

## 2015年至2018年度新高中開設科目
- 選修科目一：生物、化學、經濟、地理、物理
- 選修科目二：企業，會計與財務概論、化學、中國歷史、經濟、物理
- 選修科目三：生物、企業，會計與財務概論、化學、歷史、物理

## 學生會
香港華仁書院學生會設有一名主席，兩名內外副主席，兩名內外秘書和財務秘書等職務，共十人，一般由中四至五擔任。選舉會在每年七月以內閣形式由投票產生。在選舉舉行前，會有一個競選大會。參選內閣會在競選大會中發表演說介紹內閣，並回答對閣及學生的質問，並會有辯論的環節。同日，每個參選內閣需要安排活動予初中學生以爭取選票。如果只有一組內閣參選，會投信任/不信任/棄權票。

## 圖書館
學生圖書館（舊稱馬英圖書館）原址位於實驗室樓L26室（現為Integrated Humanities Centre，IHC），於2005年遷入黃學斌教學樓二樓N21室，並命名為伍絜宜圖書館。圖書館日常運作由一位全職圖書館主任和擔任圖書館管理員的學生負責。2018年開始，圖書館獲得優質教育基金資助約一百二十萬，以優化圖書館學習環境及設施，包括設立小型互動教室及添置大量電子學習工具等，大力推行電子閱讀，運用電子圖書館管理系統管理借還書，旨於將圖書館發展為電子化學習資源中心。
學生圖書館藏書量超過25,000本，是全港藏書量最多的中學圖書館之一。

## 校服
香港華仁書院的男生校服是沒有任何學校標記的裇衫，因此須要戴上校呔或校章以作識別。雖然眾多學校在夏季無須打呔，而香港華仁書院亦有提供以校章作識別用途取代校呔，唯絕大部分男生仍然選擇在夏季打呔。

## 直屬小學升中學額
耶穌會於1971年和旅港番禺會所達成協議於灣仔肇輝台的番禺會所學校校舍合辦小學，番禺會所學校改名為番禺會所華仁小學並成為香港華仁書院的直屬小學。香港華仁書院過去曾每年預留116個中一學位予該校畢業生，1977年更為超額的第一组別學生提供额外10個學位，惟現在直屬小學只獲分配學位79個（約一半學額，包括自行分配學位），全級排名80名或以後之學生將被派往其他中學，故並非所有第一組別學生都能升讀該校。學生亦可申請自行分配學位，但須與其他學校學生競爭，須具有超卓學業成績或體藝才華和通過面試。

## 公開考試佳績
在歷屆香港中學會考及香港中學文憑考試，香港華仁書院是產生最多會考「10A狀元」及文憑試「7科5**狀元」（在甲類科目中至少3個選修科及4個核心科獲得5**成績）的學校之一。截至2024年，共有18位，其中17位會考「10A狀元」及1位文憑試「7科5**狀元」，排名全港第6。
1987年，該校出產了全港第一位香港中學會考十優狀元：盧俊佳。
2010年，該校學生於會考放榜後通過成績覆核升級為10A，成為香港最後一名10優狀元。
2020年7月，香港華仁書院誕生該校首位文憑試「7科5**狀元」：洪臻。

### 香港中學會考
- 1964年：莊志如（九優）[5]
- 1985年：譚智勇（九優），獲劍橋大學香港校友會菲臘親王獎學金及怡和獎學金，於劍橋大學修讀醫科，現任香港中文大學醫院眼科中心總監[6][7]
- 1986年：林雲浩（九優），獲劍橋大學香港校友會菲臘親王獎學金，於劍橋大學修讀法律,  現任香港高等法院上訴法庭法官[8]
- 1987年：盧俊佳（十優），全港首位十優狀元, （現於美國硅谷任職資訊科技界）[9]
- 1988年：陳彥（九優）, 於美國印第安納州普渡大學攻讀電機及電子工程，畢業後曾於德意志銀行紐約分行任職。
- 1989年：馮天麟（九優），現為香港執業律師[10]
- 1990年：陳彤（十優），當年中學會考總分全港第一，獲「香港中英學術基金會學者聯會」「Hong Kong Sino-British Fellowship Trust Scholars' Association」頒發「莫鳳麟獎學金」「Charles Frankland Moore Award」[11]， 曾於美國麻省理工學院從事人工智能研究，現已回港發展）[12]
- 1992年：許志賢（十優），獲尤德爵士紀念基金海外獎學金 [13]
- 1992年：黃偉強（十優）（後赴美國紐約留學，現於香港資訊科技界任職，女兒黃穎姸為DSE 7**超級狀元）
- 1992年：何煒基（十優），於香港中文大學修讀信息工程學[14]
- 1993年：馮志豪（十優）
- 1994年：何禮文（十優），獲尤德爵士紀念基金海外獎學金 [13]
- 1994年：吳志強（十優），獲尤德爵士紀念基金海外獎學金（現於香港金融服務界任職） [13]
- 1996年：田志豪（十優），於耶魯大學修讀經濟與數學，並於哈佛法學院修讀法律博士[15][16]
- 1996年：林祥智（十優），於香港大學醫學院修讀內外全科醫學士 [17][15]
- 1997年：王之明（十優），獲尤德爵士紀念基金海外獎學金 [13][18]
- 2000年：蔡宗衡（十優），於史丹福大學修讀化學工程，現任香港中文大學工程學院副教授 [19][20]
- 2000年：葉文健（十優）[20]
- 2001年：葉嘉揚（十優），於香港中文大學修讀保險、財務與精算學[21][22]
- 2005年：吳子健（十優）[23]
- 2008年：鍾汶庭（十優），於香港大學取得內外全科醫學士 [17][24]
- 2010年：張柏朗（十優），覆核成績成功後成為香港最後一名中學會考10A狀元，於香港大學取得內外全科醫學士 [17][25]

### 香港高級程度會考
至2012年，不包括英語運用科；所有理科生修讀物理和化學，數學組另選修純粹數學和應用數學，生物組另選修生物
- 1986年：羅開廣（四優，數學組，劍橋大學數學）
- 1987年：譚智勇（三優，生物組，劍橋大學醫科）、顧維斌（兩優一良，生物組，牛津大學生理學）
- 1988年：林雲浩（四優，數學組，劍橋大學法律）
- 1989年：陳國頌（三優，文科班，劍橋大學經濟, 怡和獎學金得獎者, 2022年5月13日逝世）
- 1991年：伍子安（四優，數學組，香港大學計算機科學）

### 香港中學文憑考試
2012年起，「7科5**狀元」（在甲類科目中至少3個選修科及4個核心科獲得5**成績）：
- 2020年：洪臻（英文、中文、數學必修部份、通識、生物、企業會計與財務概論、化學），於香港大學修讀內外全科醫學士 [26]

## 學生成就及獎項
香港華仁書院自1986年起每年均舉辦傑出學生及親善大使選舉，選出3名中五學生（2011年前為中六學生）為傑出學生及從傑出學生中選出1名親善大使與九龍華仁書院代表一起赴海外探訪當地華仁舊生會，評選準則包括良好學業成績及卓越領導才能等。首屆得主包括現職香港高等法院上訴法庭法官林雲浩及著名心臟科醫生梁達智，2010-11學年新舊學制交替時中五及中六各選3名傑出學生及1名親善大使。
校方亦設立獎項獎勵於校內試、中學文憑試或課外活動取得優異成績之學生，華仁舊生會亦頒發獎學金予成績優異或清貧學生，供他們完成本地或海外大學課程。
截至2024年（第39屆），該校在香港傑出學生選舉共出產5名香港傑出學生，排名全港第17。 
中文辯論隊曾於1988年贏得香港電台與北角街坊福利事務促進會聯合主辦之第13屆全港青年學藝辯論比賽 (雄辯擂台) 冠軍。

## 舊生會
港九兩所華仁書院均設有舊生會，並於美國東西岸、加拿大東西岸、澳洲、英國、新加坡及中國內地設立分會, 方便僑居當地之舊師生聯誼。

### 無國界網上聚會
2022年12月10日及11日, 港九兩校聯合舉行《無國界兄弟情》網上聚會，現居世界各地的舊師生透過視像會議與在港之師長暢談近況。一些舊生會海外分會更舉辦聯誼活動配合， 讓不同年代之師生聚首一堂。

## 百周年校慶
2019年12月16日，學校舉行了一個小型派對以慶祝其創校100週年, 許多現任和前任教師以及在世的耶穌會神父都參加了此次活動。 
由於連串反政府示威引發之保安問題以及因對抗COVID-19病毒的廣泛傳播而實施的人群管制措施，因此許多活動，包括原定於2019年12月1日在香港會議展覽中心舉行的大型晚宴，宣告取消。
此外，校方藉港華100周年、九華95周年校慶活動，於2020年10月17日舉行名為「Timeless wisdom in a changing world」（在萬變世代的恆久智慧）網上論壇，邀校友運房局前局長張炳良、醫管局前行政總裁梁栢賢、《明報》前總編輯劉進圖等分享。

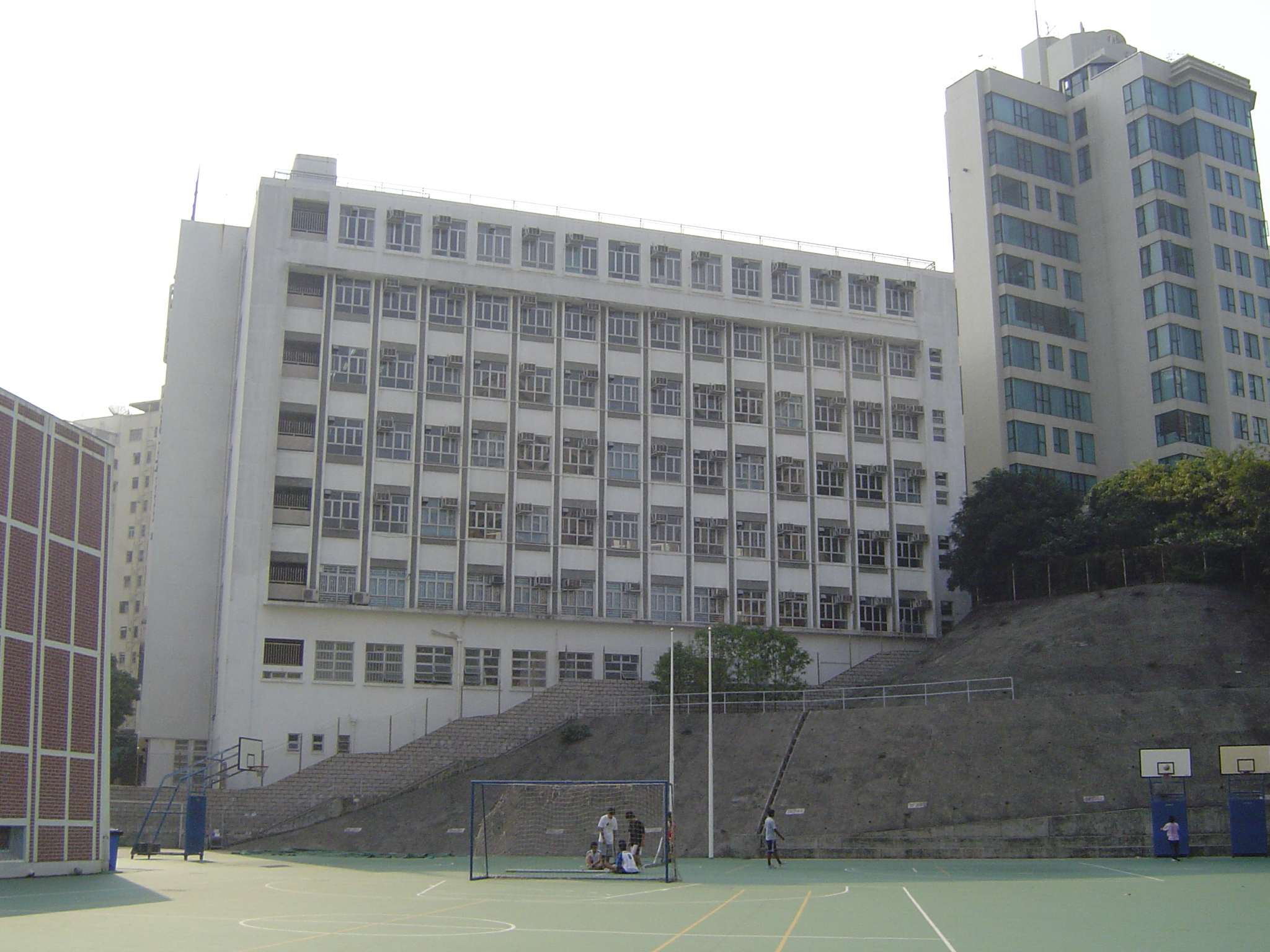
香港華仁書院球場，後方白色建築為高主教書院小學部（前聖瑪加利書院校舍）

一本記載學校歷史、名為《All That's Noble and True: History of Wah Yan College, Hong Kong 1919-2019》的英文書於2020年底出版, 校方同時亦推出百周年校慶紀念呔及煲呔。

## 李克勤30周年演唱會校園LIVE
為紀念加入演藝界30週年，校友兼歌星李克勤 (1987年中七畢業) 特地於2017年5月21日重臨學校新禮堂舉行演唱會，唱出多首其派台作品，多位前校長、曾教過他之老師及舊同學應邀出席暢談昔日校園趣事，舊拍檔梁榮忠擔任司儀，陳慧嫻也前來作表演嘉賓，無綫電視亦於6月18日播出特輯（页面存档备份，存于）。

## 年宵市場設攤位
為了讓學生吸取營商經驗及發揮領導才能, 該校於2007年、2010年、2015年及2017年的年宵市場設有攤位，並以招股形式籌募檔租,主要售賣紀念品, 包括由時任中文科主任陳國全親筆書寫之揮春及對聯，由中四至中六同學在顧問老師指導下經營和管理。

## 電影取景
阿媽有咗第二個 (2022) - 由彭秀慧編劇及執導，毛舜筠、姜濤、柳應廷領銜主演，岑珈其、鄧麗英主演。

## 爭議
2025年學生不當網絡行為事件
在2025年，該校發生一宗學生行為事件：一名中二學生，據悉自小學至初中一直成績優異，在考試前將其下體不雅自拍照片上載至班級群組，事件其後被校方知悉，引起校內關注。校方隨後介入，並就學生的心理健康提供適切協助。該事件亦促使學校檢討及加強有關學生心理健康與網絡安全的教育措施。

## 發現炸彈
2019年12月，香港華仁書院一處斜坡發現土製炸彈。警方調查後，翌年4月拘捕一名20歲就讀IVE的男學生嚴文謙，控以串謀意圖傷人，警方指在其秀茂坪邨寓所內檢獲一批電路板可用作引爆炸彈，與華仁書院土製炸彈部分裝置極相似。消息指被捕者是前線勇武派「屠龍小隊」及「V小隊」成員。涉案疑犯其後於2020年8月保釋候審期間與另外十一人乘坐快艇潛逃往台灣， 於果洲羣島對開內地水域被中國海警截獲，其中十人被控非法越境罪，在同年12月30日被深圳市鹽田區人民法院判監七個月至三年。
另外兩人因未成年即時獲釋返港，現因在港所犯罪行等候法院審訊。嚴與其他犯人於2021年3月22日在內地服刑完畢被移送返港，隨即因在港所犯罪行被香港警方拘捕，所有被告其後被判入獄。

## 地基不穩
由於山泥傾瀉導致地基不穩，屋宇地政署曾於1989年及1992年查封部份校舍並加建護土牆以鞏固山坡及地基, 施工期間飯堂、物理和化學之實驗室及演講廳須暫時關閉，此兩科之實驗課須移師生物科實驗室進行。

## 華仁書院小堂
華仁書院小堂（英語：Wah Yan College Chapel）位於皇后大道東281號（華仁書院）。在1988年開始在主日舉行彌撒，並屬於跑馬地聖瑪加利大堂區。

### 彌撒及禮儀時間 （因疫情有所影響）
- 主日彌撒：10:30（英語）
- 平日彌撒：07:35
- 校方一般會於平安夜於教堂及禮堂同步舉行英語及粵語子夜彌撒。

## 參見

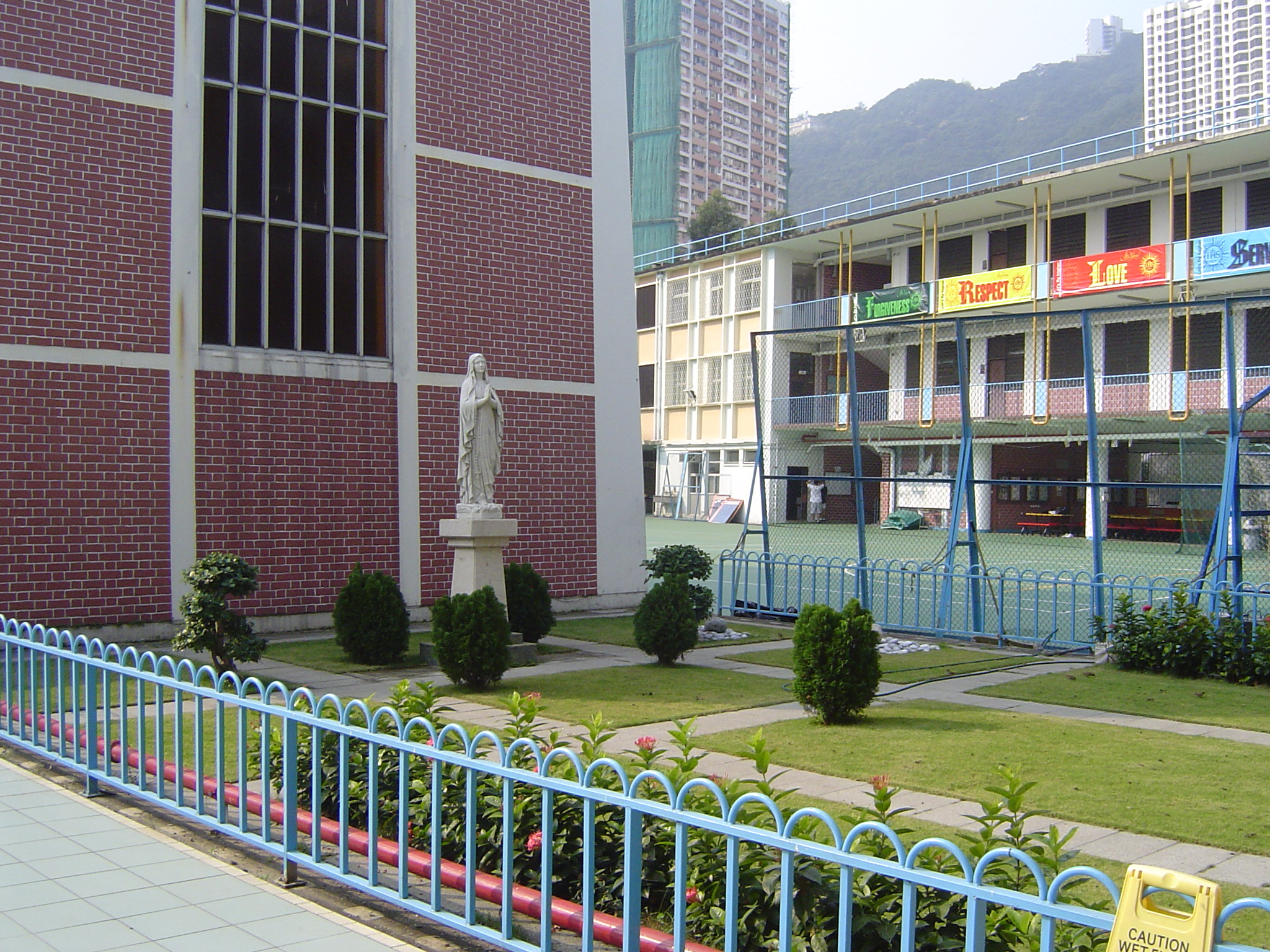
華仁書院小堂

### 耶穌會中華省中學
- 耶穌會
- 台灣新北市徐匯中學(St.Ignatius High School)
- 新竹縣內思高工(St.Aloysius Techincal High School)
- 利瑪竇中學(Colegio Mateus Ricci)
- 海星中學(Estrela Do Mar, Macau)
- 九龍華仁書院

### 耶穌會中華省小學
- 番禺會所華仁小學